# Берберская академия
Берберская академия (фр. Academie Berbere; кабильск. Agraw imaziɣen) — культурная ассоциация, основанная в 1966 году Мохандом Аравом Бессаудом и группой молодых кабилов, среди которых был Рамдан Хайфи. Эта группа состояла из интеллектуалов, художников и журналистов, стремящихся использовать Тифинаг. Опасаясь неправильного использования термина «академия», в 1967 году они переименовали ассоциацию в Agraw Imaziɣen (Берберская ассамблея). Она была распущена в 1978 году.

## Стандартный берберский алфавит
Академия предложила стандартный берберский алфавит на основе тифинага, распространенных в Марокко и Алжире, среди которых были кабилы, туареги и риффы, чтобы возродить старую письменность нескольких тысячелетий и расшифровать все берберские диалекты. Периодически и часто на тифинаге организация издавала журнал «Имазиген».
Академия также предложила дизайн берберского флага.